# Mansilla de la Sierra
Mansilla de la Sierra ist ein abgelegenes kleines Bergdorf und eine zur bevölkerungsarmen Region der Serranía Celtibérica gehörende Gemeinde (municipio) mit 61 Einwohnern (Stand: 2024) im Südwesten der Autonomen Gemeinschaft La Rioja in Spanien. Neben dem Hauptort Mansilla de la Sierra gehört die Ortschaft Tabladas zur Gemeinde.

## Lage
Die Gemeinde Mansilla de la Sierra liegt an der Grenze zur Provinz Soria am Lauf des Río Najerilla, der hier zur Embalse de Mansilla aufgestaut wird, in einer Höhe von etwa 945 m im wald- und wasserreichen Naturpark Sierra de la Demanda. Die Entfernung zur Provinzhauptstadt Logroño beträgt ca. 58 km Fahrtstrecke nordöstlich. Das Klima ist gemäßigt bis warm; Regen (ca. 973 mm/Jahr) fällt überwiegend im Winterhalbjahr.

## Bevölkerungsentwicklung
| Jahr      | 1970 | 1981 | 1991 | 2001 | 2011 | 2021 |
| Einwohner | 121  | 65   | 49   | 54   | 64   | 55   |

Infolge der Mechanisierung der Landwirtschaft, der Aufgabe bäuerlicher Kleinbetriebe und des daraus resultierenden geringeren Arbeitskräftebedarfs ist die Zahl der Einwohner seit Beginn des 20. Jahrhunderts stark zurückgegangen.

## Sehenswürdigkeiten
- Ruinen des alten Dorfes
- Kirche der Unbefleckten Empfängnis
- Katharinenkapelle

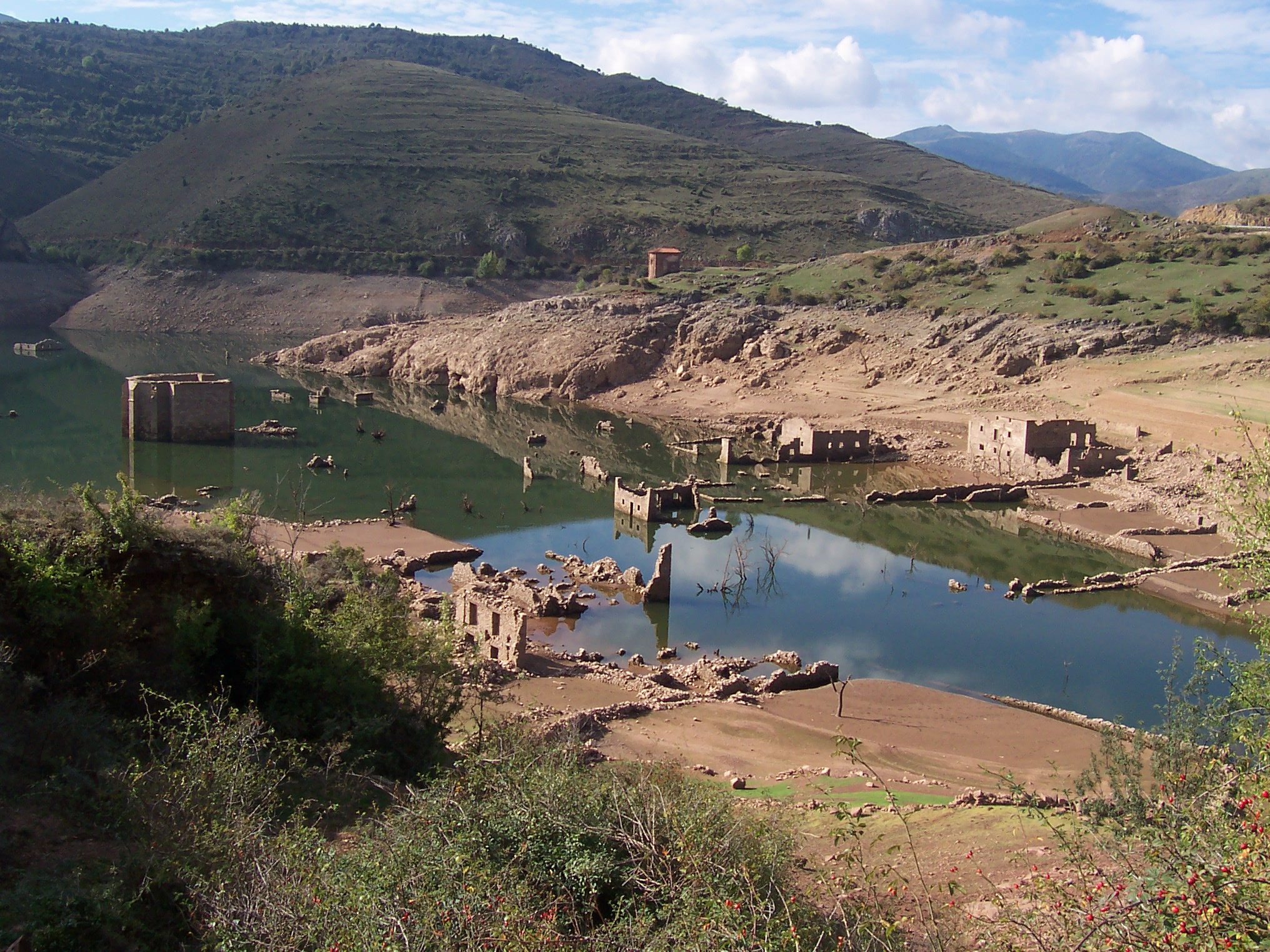
Dorfruinen
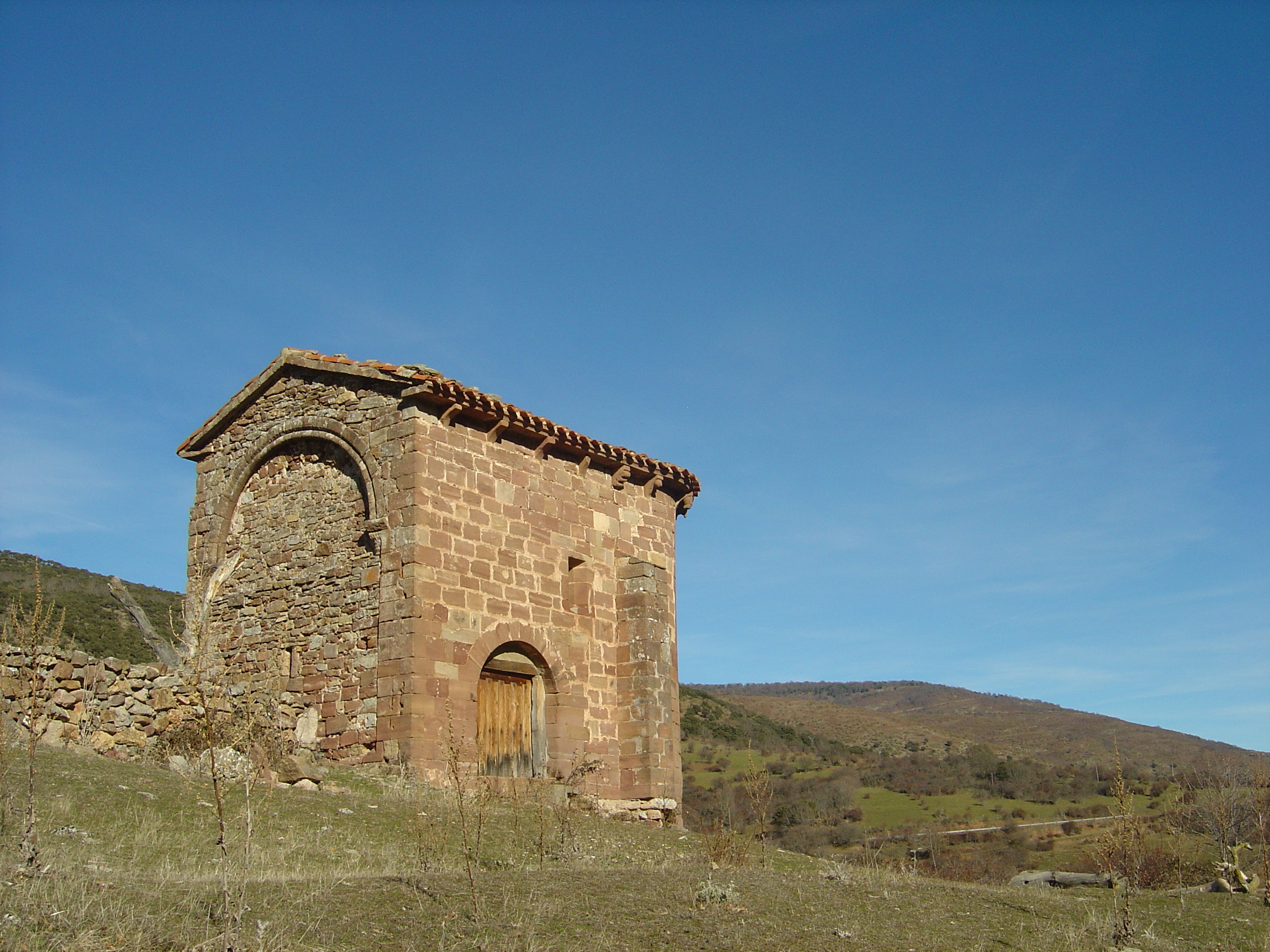
Katharinenkapelle